# Owls' Castle
Pour plus de détails, voir Fiche technique et Distribution.
Owls' Castle (梟の城, Fukurō no shiro) est un film japonais réalisé par Masahiro Shinoda, sorti en 1999.

## Synopsis
Pendant que le puissant chef militaire Oda Nobunaga renforce son autorité au Japon, il extermine un clan d'assassins, massacrant leur village. Des années plus tard, un des survivants a recruté un jeune assassin talentueux pour venger la mort de ses proches. Sa mission : infiltrer le château le mieux gardé du Japon et éliminer le souverain.

## Fiche technique
- Titre : Owls' Castle
- Titre original : 梟の城 (Fukurō no shiro)
- Réalisation : Masahiro Shinoda
- Scénario : Katsuo Naruse et Masahiro Shinoda d'après le roman Fukurō no shiro de Ryōtarō Shiba
- Musique : Jōji Yuasa
- Photographie : Tatsuo Suzuki
- Montage : Hiroshi Yoshida
- Production : Shigeaki Hazama et Masaru Koibuchi
- Société de production : Fuji Television Network, Heiwa, Hyōgen-sha, Imagica, Nintendo, Nippon Broadcasting System, Owls' Castle Production Committee, Pony Canyon, Sankei Living Shimbun et Tōhō
- Pays :  Japon
- Genre : Action, drame et historique
- Durée : 138 minutes
- Dates de sortie : 
  -  Japon : 30 octobre 1999

## Distribution
- Kiichi Nakai : Tsuzura Juzo
- Mayu Tsuruta : Kohagi
- Riona Hazuki : Kisaru
- Takaya Kamikawa : Kazama Gohei
- Toshiya Nagasawa : Marishiten Dogen
- Jinpachi Nezu : Hattori Hanzō
- Kinnosuke Hannayagi : Ishida Mitsunari
- Shōhei Hino : Kuroami
- Shima Iwashita : Kita no Mandokoro
- Toshio Kakei : Kumohei
- Hideyuki Kasahara : l'employée d'Iseya
- Haruko Mabuchi : Kusunoki, la vieille femme
- Mako : Toyotomi Hideyoshi
- Kei Mizutani : la concubine
- Atsuo Nakamura : Tsuzura Tarobe / le narrateur
- Akira Nakao : Tokugawa Ieyasu
- Shōichi Ozawa : Imai Sokyu
- Nobuko Tanaka : Yodogimi
- Takashi Tsumura : Maeda Gen'i
- Takeshi Wakamatsu : Ueno Yahei
- Gaku Yamamoto : Shimotsuge Jirozaemon
- Akio Yokoyama : Maeda Toshiie

## Distinctions
Le film a été nommé pour dix Japan Academy Prizes et a remporté celui de la meilleure direction artistique.